# Franco De Pedrina
Franco De Pedrina (Cino, 1941. január 27. –) olimpiai ezüst-, Európa-bajnoki bronzérmes olasz evezős.

## Pályafutása
A Canottieri Falck csapatában versenyzett. Az 1964-es tokiói olimpián ezüstérmet szerzett kormányos négyesben Renato Bosattával, Emilio Trivinivel, Giuseppe Galantéval és Giovanni Spinolával. Ugyanebben az évben az amszterdami Európa-bajnokságon bronzérmet szerzett ugyanebben a versenyszámban.

## Sikerei, díjai
- Olimpiai játékok – kormányos négyes
  - ezüstérmes: 1964, Tokió
- Európa-bajnokság – kormányos négyes
  - bronzérmes: 1964